# Mračna kula (serijal Stivena Kinga)
Mračna kula je serijal romana američkog autora Stivena Kinga, koji inkorporira teme iz više žanrova, uključujući fantastiku, naučnu fantastiku, horor i vestern. Opisuje “revolveraša“ i njegov pohod ka tornju, čija je priroda i fizička i metaforička. King je deklarisao ovaj serijal svojim magnum opusom. Uz osam integralnih novela ovog serijala koji u zbiru imaju 4250 strana, mnoga Kingova druga dela ostvaruju vezu sa ovom pričom, uključujući koncepte i likove koji ulaze u igru kako se serijal približava kraju. Serija prednastavaka u vidu grafičkih novela je usledila posle završetka serijala.
Serijal je najvećim delom inspirisan pesmom „Čajld Roland je do Mračne kule došao“ Roberta Brauninga, čiji je kompletan tekst uključen u apendiks poslednje novele u serijalu. U predgovoru revidovanog izdanja “Revolveraša” iz 2003. King takođe navodi i Gospodara prstenova, „Legendu o kralju Arturu“, i Dobar, loš, zao kao inspiracije. Tvrdi da je Klint Istvudov lik u „Čoveku bez imena“ jedna od najvećih inspiracija za protagonistu, Rolanda Diskejna. Kingov stil imenovanja lokacija u serijalu, kao što je Sred-svet, i kreiranje jedinstvenog jezika (Visoki govor), su takođe nastali pod uticajem dela Dž. R. R. Tolkina.
2009. King je najavio osmu knjigu, “Mračna kula: Vetar kroz ključaonicu”. 7. decembra 2009. izdata je spin-off online igra pod imenom “Diskordija”. Do 2010. više od 30 miliona kopija romana iz serijala prodate su u 40 zemalja. Igrana adaptacija je najavljena za septembar 2010. koja bi sadržala dugometražne filmove i televizijsku seriju koje bi se smenjivale. Projekat je navodno otkazan jula 2011., ali u oktobru 2011. objavljeno je da je film i dalje u igri, a da je televizijska serija zakazana za emitovanje na HBO-u.
Dana 13. marta 2012. izvešteno je da je kuća Warner Brothers zainteresovana za produkciju barem prvog filma, i bila bi u savršenoj poziciji da da zeleno svetlo i TV seriji kroz svoju sestrinsku kompaniju, HBO. Havijer Bardem je originalno trebalo da glumi Rolanda, ali je ubrzo nakon uloga ponuđena Raselu Krou-u. Inicijalni izveštaji indicirali su da će snimanje početi u prvom kvartalu 2013. Braća Vorner su u međuvremenu prosledili projekat dalje, ali Media Rights Capital je ušla u pregovore oko prava distribucije.
Stiven King je video serijal “Mračna kula” kao grubi nacrt. Planirao je da ga prepravi kako bi eliminisao greške u kontinuitetu i, po mogućstvu, odstrani sebe iz kasnijih knjiga, ali posle revizije “Revolveraša”, doneo je odluku da ponovo pisanje čitavog serijala nije više neophodno.

## Pregled

### Sažeti zaplet
U priči, Roland Diskejn je poslednji živi pripadnik viteškog reda poznatog kao “revolveraši” i poslednji u dinastiji “Artur Eld-a”, analoga kralja Artura u ovom pisanom univerzumu. Politički organizovan u vidu feudalnog društva, deli tehnološke i socijalne karakteristike sa Divljim zapadom, ali je takođe i magijski. Mnogi magični aspekti su nestali iz Sred-sveta, ali ostaci postoje kao i ostaci tehnološko naprednog društva. Rolandov pohod je da nađe Mračnu kulu, legendarno zdanje koja je, prema predanjima, neksus svih univerzuma. Za svet u kojem Roland živi, kaže se da je “nastavio dalje”, i deluje kao da puca po šavovima. Moćne nacije su bile rascepane ratom, čitavi gradovi i regije nestale bez traga i vreme ne teče na normalan način. Ponekad, čak i sunce izlazi na severu a zalazi na istoku. Na početku serijala, Rolandovi motivi, ciljevi i godine su nejasni, mada kasniji delovi sage bacaju svetlo na ove misterije.

### Likovi
Lista svih likova u serijalu Mračna Kula na engleskom jeziku
Na putu do Mračne kule, Roland sreće veliki broj prijatelja kao i neprijatelja. Veći deo puta sa njim putuje grupa ljudi koja sa njim čini “Ka-tet Devetnaestice i Devedeset devetke”, a čini ga Džejk Čejmbers, Edi Din, Suzana Din i Oj. Među mnogim neprijateljima na putu su Čovek u crnom, Mordred i Grimizni kralj.

## Jezik
King je stvorio jezik za svoje likove, poznat kao Visoki govor. Pored toga, King koristi termin Ka, koji je približno ekvivalent pojmovima sudbina ili sudba, na fiktivnom Visokom govoru (i slično, Ka-tet, grupa ljudi povezana sudbinom/sudbom). Ovaj termin korene vuče iz egipatske mitologije i pripovedanja, i pojavio se u nekoliko drugih novela i scenarija još od 1976. Izraz se takođe pojavljuje u Kingovoj kratkoj priči “Niski ljudi u žutim kaputima”, u kojoj Ted objašnjava značenje Bobiju.

## Serijal

### Srpska izdanja
Sve knjige su izdate u mekim koricama. Četvrti i peti deo su objavljeni iz dva dela.

### Izdanja
1. Mračna kula: Revolveraš (1982)
2. Mračna kula 2: Tri tarot karte (1987)
3. Mračna kula 3: Pustare (1991)
4. Mračna kula 4: Čarobnjak i staklo (1997)- nominovana za ”Lokus” nagradu 1998.[9]
5. Mračna kula 5: Vukovi Kale (2003) - nominovana za “Lokus” nagradu 2004.[10]
6. Mračna kula 6: Suzanina pesma (2004) - nominovana za “Lokus” nagradu 2005.[11]
7. Mračna kula 7: Mračna kula (2004) -dobitnik nagrade “Britanska fantastika” 2005.
8. Mračna kula 8: Vetar kroz ključaonicu (2012)

### Nastavak
Iako je serijal proglašen završenim izdavanjem sedmog toma 2004. King je u intervjuu u martu 2009. opisao ideju za novu kratku priču: “I onda sam pomislio, 'Pa, zašto ne bih našao još tri ovakve i načinio knjigu koja bi bila skoro kao zbirka modernih bajki?' Onda je ova stvar počela da raste komad po komad, tako da izgleda da će biti novela.” Prema Kingu, ideja je novi roman “Mračne kule”.
King je rekao, u vezi sa serijalom Mračna kula: „Još nije zapravo gotov. Tih sedam knjiga su samo odlomci jedne ubernovele." Stiven King je potvrdio ovo tokom svog intervjua u okviru TimesTalk događaja u Tajms centru u Njujorku 10. novembra 2009. i sledećeg dana Kingov zvanični sajt je objavio da će King početi da radi na toj noveli za oko osam meseci, i da je preliminarni naslov ”Vetar kroz ključaonicu“. King je naglasio da će ova novela biti smeštena između treće i četvrte knjige u serijalu.
Roman, pod naslovom “Mračna kula: Vetar kroz ključaonicu”, je najavljen na Stiven Kingovom oficijelnom sajtu 10. marta 2011. i izdat je 24. aprila 2012.

### Ilustracije
Svaka knjiga u serijalu je originalno izdata na Engleskom jeziku u tvrdom povezu sa brojem ilustracija u boji unutar. Svaka knjiga je sadržala dela samo jednog ilustratora. Kasniji printovi svake knjige u mekom povezu uglavnom čuvaju ilustracije u potpunosti, sem I i IV knjige. Džepna reprint izdanja u mekom povezu sadrže samo crno-bele ilustracije na početku poglavlja ili u hederu na vrhu stranice. Ilustratori koji su radili na serijalu su:
1. Majkl Vilan
2. Fil Hejl
3. Ned Demeron
4. Dejv MekKin
5. Berni Rajtson
6. Darel Enderson
7. Majkl Vilan
8. Džej Li

## Kritika
Bil Šijan iz „Vošington posta“ nazvao je serijal “humanim, vizionarskim epom i istinskim magnum opus-om” koji staje kao “impozantnim primerom istinskog pripovedanja”, “ispunjenog savršeno osmišljenim postavkama seta... kataklizmičnim susretima i momentima ogromne tragedije.” Erika Nunan iz „Bostonskog glouba“, napisala je „Postoji fascinantan svet koji treba otkriti u serijalu“ ali je zametila da ga njegova epska priroda sprečava da bude opšte prihvaćen. Alen Džonson iz „Njujork tajmsa“ je bio razočaran ishodom progresije serijala; sa druge strane, veličao je „apsurdnost postojanja knjiga“i dao kompliment Kingovom stilu pisanja, rekavši da bi priprema poboljšala sagu, tvrdeći da „King nema finesu pisca za ovu vrstu igara, i glasovi ga izdaju“. Majkl Beri iz „San Francisko hronikla“, međutim, nazvao je ranije delove serijala „higfalutin hodgepodge“ što se može prevesti kao arogantna papazjanija , a završetak „svečanim oproštajem“ koji više nego uspeva da iznese ono što je obećano.

## Drugi mediji

### Povezane knjige
Serijal je podstakao proizvodnju vezanih ne-fiktivnih knjiga autora pored Kinga. Robin Furt je izdala dvotomni “Stiven Kingova Mračna kula: Registar”, priručnik u vidu enciklopedije koji je inicijalno napisala za Kingovu ličnu upotrebu. Bev Vinsent je izdao “Put do Mračne kule: Istražujući Stiven Kingov magnum opus”, knjigu koja sadrži pozadinu priče, sažimanje informacija i analizu. Stiven King je podržao obe knjige.

### Igrana adaptacija
2007. Džej Džej Ejbrams je dovođen u vezu sa filmskom adaptacijom ali je docnije otkrio da se uklonio iz projekta. 8. septembra 2010. u zvaničnoj objavi otkriveno je da će serijal ići i na male i na velike ekrane, kroz trilogiju dugometražnih filmova i dve sezone televizijske serije da premosti put između istih. Prema novinskim izveštajima iz “Juniverzal Pikčersa” iz oktobra 2010. prvi film “Mračne kule” u bioskope je trebalo da stigne 17. maja 2013. 19. jula 2011. Juniverzal je povukao svoju podršku u produkciji filmova i serija “Mračne kule”. Prema izveštajima, nisu mogli da se dogovore oko uslova sa producentom Ronom Hauardom.. Pored toga, Stiven King ostaje ubeđen da će Hauard isterati projekat do kraja sa drugim studijom, i Hauard je potvrdio da je adaptacija i dalje u igri, naglašavajući da će se HBO od tog trenutka baviti televizijskim delom projekta. 13. marta 2012. je javljeno da je kuća “Vorner braders” sada zainteresovana za snimanje barem prvog filma, i da je u odličnoj poziciji da da zeleno svetlo TV segmentu kroz svoju sestrinsku kompaniju, HBO. Rasel Krou, koji bi trebalo da tumači lik Rolanda Diskejna, je navodno i dalje zainteresovan. Izveštaji su davali znake da će snimanje početi već u prvom kvartalu 2013. Međutim, WB je ipak odlučio da propusti priliku da ekranizuje serijal. Kasnije, 10. aprila 2015. izvešteno je da će „Soni Pikčers“ i „MRC“ krenuti sa radom na prvom filmu i televizijskoj seriji, koristeći izmenjeni scenario Akive Goldsmana, koji je radio i na ranijoj verziji istog iz 2010. i Džefa Pinknera.

## Veza sa drugim Kingovim delima
Serijal je postao jedinstvena veza većeg dela Kingove bibliografije. Svetovi „Mračne kule“ su delom stvoreni od lokacija, likova, događaja i drugih raznoraznih elemenata iz mnogih drugih Kingovih romana i kratkih priča.

## Spoljašnje veze
- Званични веб-сајт